# Bobbi Kristina Brown
Bobbi Kristina Brown (Livingston, Nueva Jersey, 4 de marzo de 1993-Duluth, Georgia, 26 de julio de 2015) fue una personalidad y cantante estadounidense, hija de los cantantes Whitney Houston y Bobby Brown. Permaneció en coma desde el 31 de enero de 2015, cuando fue hallada inconsciente en la bañera por su pareja, hasta su fallecimiento seis meses después.

## Biografía
Nació el 4 de marzo de 1993 en Livingston, Nueva Jersey, hija de los cantantes Whitney Houston y Bobby Brown. De parte de su padre, Brown tenía cuatro medios hermanos: Landon, La' Princia, Robert "Bobby" Jr. y Cassius.
La infancia de Brown fue descrita por los medios de comunicación como difícil debido a los problemas de drogas de sus padres, la presencia de los paparazzi y violencia doméstica. Bobbi se puso en el punto de mira a los dos años de edad, en 1994, cuando su madre aceptó un American Music Award mientras la sostenía en el escenario. Desde entonces, la infancia de Brown permaneció pública debido a la fama de sus padres. Cuando los padres de Brown se divorciaron, su madre obtuvo la custodia, aunque su padre aún tenía derechos de visita.

### Vida adolescente
Whitney Houston, la madre de Brown fue hallada muerta en la bañera de un hotel en 2012 por consumo de drogas. Más tarde se descartó un ahogamiento accidental, y la enfermedad cardíaca aunada al consumo de cocaína figuran como factores contribuyentes a su fallecimiento. Unos días después, Bobbi Kristina colapsó y tuvo que ser admitida en el hospital Cedars-Sinaí Los Ángeles, de lo que un amigo de la familia de Brown describió como "abrumador".
De acuerdo con la voluntad de su madre, Brown fue la beneficiaria de la totalidad de los bienes de Houston, incluyendo ropa, joyas, coches, efectos personales y muebles. La voluntad de Houston también incluía los pagos de fondos fiduciarios en cuotas hasta que Brown llegara a los 30 años, después de lo cual ella recibiría el resto de las propiedades de Houston, valoradas en más de $115 millones de dólares.
En octubre de 2012, Brown anunció su compromiso con Nick Gordon, un amigo de la familia que había llegado a vivir en casa de Houston cuando tenía doce años. El anuncio causó controversia dentro de la familia; antes de su relación romántica, Brown se refirió a Gordon como su "hermano mayor". La abuela de Brown, Cissy Houston, había calificado la relación de "incestuosa".
A lo largo de los años, Brown fue el foco de los tabloides y columnas de chismes, incluyendo historias sobre su supuesta utilización de drogas, su pérdida de peso y sus relaciones con los miembros de la familia.

### Fallecimiento
Después de haber estado en coma inducido durante seis meses, Bobbi Kristina Brown falleció el 26 de julio de 2015 en el hospital cristiano Peachtree de Duluth, en Georgia, Estados Unidos.
Esta fue enterrada en Fairview Cemetery, en Westfield, New Jersey, junto a la tumba de su madre y su abuelo.

## Música
| Año  | Canción                | Álbum                       | Notas |
| ---- | ---------------------- | --------------------------- | ----- |
| 1999 | «My Love Is Your Love» | —                           |       |
| 2003 | «Little Drummer Boy»   | One Wish: The Holiday Album |       |

## Filmografía
| Año  | Título                            | Rol                   | Notas                       |
| ---- | --------------------------------- | --------------------- | --------------------------- |
| 2005 | Being Bobby Brown                 | Ella misma            |                             |
| 2009 | The Oprah Winfrey Show            | Ella misma            | Episodio: "Whitney Houston" |
| 2012 | Oprah's Next Chapter              | Ella misma            |                             |
| 2012 | The 2012 Billboard Music Awards   | Ella misma            |                             |
| 2012 | The Houstons: On Our Own          | Ella misma            |                             |
| 2012 | Tyler Perry's For Better or Worse | Tina la recepcionista |                             |